# 赵晁 (南凉)
赵晁（?—?），五胡十六国时南凉景王禿髮傉檀的尚书左仆射。
赵晁开始是禿髮傉檀的左长史，408年十一月，禿髮傉檀复国，重新自称凉王，实行大赦，改年号为嘉平，设置文武百官。册立夫人折掘氏为王后，封嫡长子秃发虎台为太子、录尚书事。任命左长史赵晁为尚书左仆射，右长史郭倖为尚书右仆射。任命昌松侯秃发俱延为太尉。

## 延伸阅读
[在维基数据编辑]